# Bedřichovka
Bedřichovka – część miasta ustawowego Liberec. Znajduje się w północno-zachodniej części miasta. Zarejestrowanych jest tutaj 32 adresów i mieszka na stałe mniej niż 100 osób.